# IPhone 12
iPhone 12（アイフォーン トゥエルブ）とiPhone 12 mini（アイフォーン トゥエルブ ミニ）は、Appleが開発・販売していたスマートフォンである。2020年10月13日（現地時間）に発表された。第14世代のiPhoneである。

## 本体

### デザイン
iPhone 12・12 miniは、iPhone 11などにあった丸みを帯びた側面デザインから、iPhone 4からiPhone SE(第一世代)までに見られたフラットなデザインへと変更された。2018年以降のiPad Proや第4世代のiPad Airと同様に、iPhone X以来の大幅な再設計となっている。ノッチのサイズは以前のiPhoneモデルと同様であるが、ベゼルサイズはiPhone 11に比べて細くなっている。
iPhone 12・12 miniのカラーはブラック、ホワイト、(PRODUCT)RED、グリーン、ブルーの五色である。
また2021年4月のAppleのイベントにて、新色としてパープルが追加。全6色となることが発表された。
| カラー | 名前         |
| ------ | ------------ |
|        | ブラック     |
|        | ホワイト     |
|        | (PRODUCT)RED |
|        | グリーン     |
|        | ブルー       |
|        | パープル     |

### ディスプレイ
iPhone 12・12 miniはディスプレイがiPhone 11のLiquid Retina HDからSuper Retina XDRになり、Proシリーズ以外のiPhoneにもOLEDディスプレイが採用されることになった。表面のガラスは2.5Dからフラットへ戻り、ゴリラガラスで知られるコーニングが開発したCeramic Shieldでこれまでよりも4倍の落下耐性強度のあるものが使われている。最大輝度は625ニト（標準）、1200ニト（HDR）。コントラスト比は2000000:1。

### 5G対応と通信速度

#### 5G
日本国内では最大下り3.5Gbps（理論値）を実現する。米国内ではミリ波（n260（39GHz）・n261（28GHz））に対応する為、下り4Gbps/上り200Mbpsが最大速度（理論値）となる。
ドコモでは受信最大3.4Gbps/送信最大218Mbps、KDDIでは受信最大3.4Gbps/送信最大183Mbpsと発表されている。ソフトバンクでは受信最大2.4Gbps/送信最大110Mbpsに留まる。
5Gの対応周波数： n1 (2100MHz)・n2 (1900MHz)・n3 (1800MHz)・n5 (850MHz)・n7 (2600MHz)・n8 (900MHz)・n12 (700MHz) ・n20 (800DD)・n25 (1900MHz)・n28 (700APT)・n38 (TD2600)・n40 (TD2300)・n41 (TD2500)・n66 (AWS-3)・n71 (600 MHz)・n77 (TD3700)・n78 (TD3500)・n79 (TD4700)。
※太字は、日本国内で対応するsub-6GHz帯。

#### 4G
ドコモでは受信最大1.7Gbps/送信最大131.3Mbps。KDDIでは受信最大1Gbps/112.5Mbps。ソフトバンクでは受信最大838Mbps/送信最大46Mbpsに留まる。
- FDD-LTE：バンド1、2、3、4、5、7、8、11、12、13、14、17、18、19、20、21、25、26、28、29、30、32、66、71。
- TD-LTE：バンド34、38、39、40、41、42、46、48。

## 急速充電の仕様
iPhone 12は、オプションのApple USB-C - Lightningケーブルと20WのApple USB-C電源アダプタでの急速充電に対応している。急速充電を行うと30分で50%まで充電できるが、20Wを超えるApple USB-C電源アダプタを使用しても20W電源アダプタと同じ出力になる。iMacやMacBook ProのUSB-Cポートでは15Wでの急速充電が出来るほか、MacのUSB Type-AポートでもUSB-PDより遅い10Wで急速充電ができる。

### MagSafe
MagSafeにより、iPhone 12は最大15W、iPhone 12 miniは最大12Wで急速充電できる。 また、IOS 17.4以降ではQi2に対応し、MagSafe同様に急速充電できる。

## 同梱物

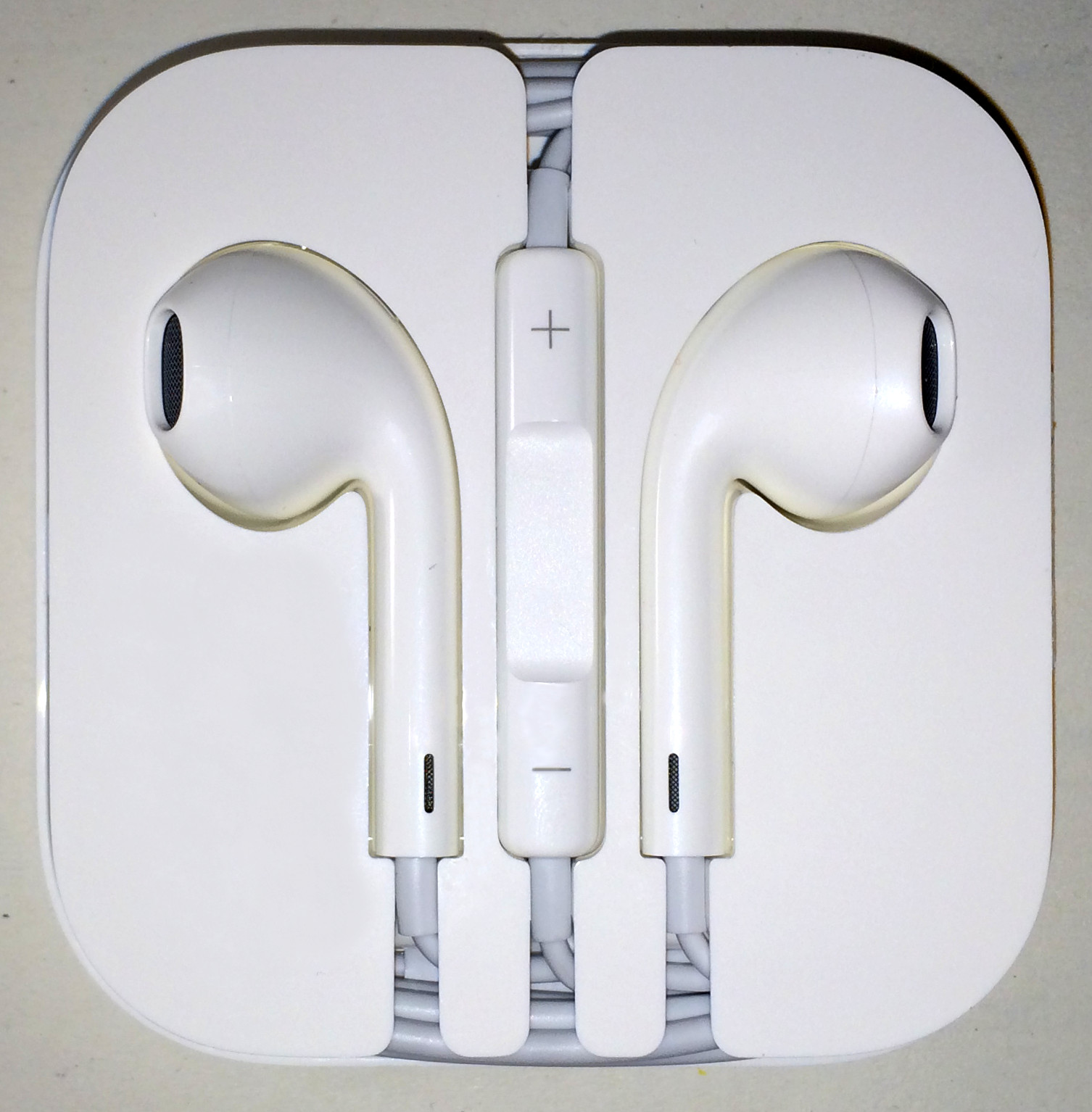
EarPods

AppleはiPhone 12やそれ以降に販売されるiPhone XR、iPhone 11、iPhone SE (第2世代)からEarPodsと電源アダプタの同梱を廃止した。これら一部の同梱品をなくすことで電子ゴミの削減や、箱を小さくすることにより輸送による炭素排出量を削減する。Lightning - USB-C ケーブルが同梱されているものの、iPhone 12以前まで同梱していた既存のUSB-A充電器との互換性はない。今までのUSB-A充電器とケーブルでも充電自体はできるがより高速な急速充電やMagSafe充電をするには、別途USB-C充電器もしくはUSB-C端子を搭載したパソコンが必要になる。

## トラブル
2023年9月12日、フランス当局は、当機種から、安全基準を超えた電磁波が検出されたとして、Appleに対し、同日からiPhone 12のフランス国内での流通を停止させ、是正措置をとるよう求めた。